# Jammanakatti, Badami
Jammanakatti là một làng thuộc tehsil Badami, huyện Bagalkot, bang Karnataka, Ấn Độ.